# Anikó Hódi
Anikó Hódi (nascida em 11 de abril de 1986) é uma ciclista de BMX amadora húngara que competiu no ciclismo nos Jogos Olímpicos de Verão de 2008, representando a Hungria.